# گوتلسبرون آربشتال
گوتلسبرون آربشتال (به آلمانی: Göttlesbrunn-Arbesthal) یک منطقهٔ مسکونی در اتریش است که در ناحیه بروک آن در لیتا واقع شده‌است. گوتلسبرون آربشتال ۱٬۳۱۱ نفر جمعیت دارد.